# William C. Gibbs

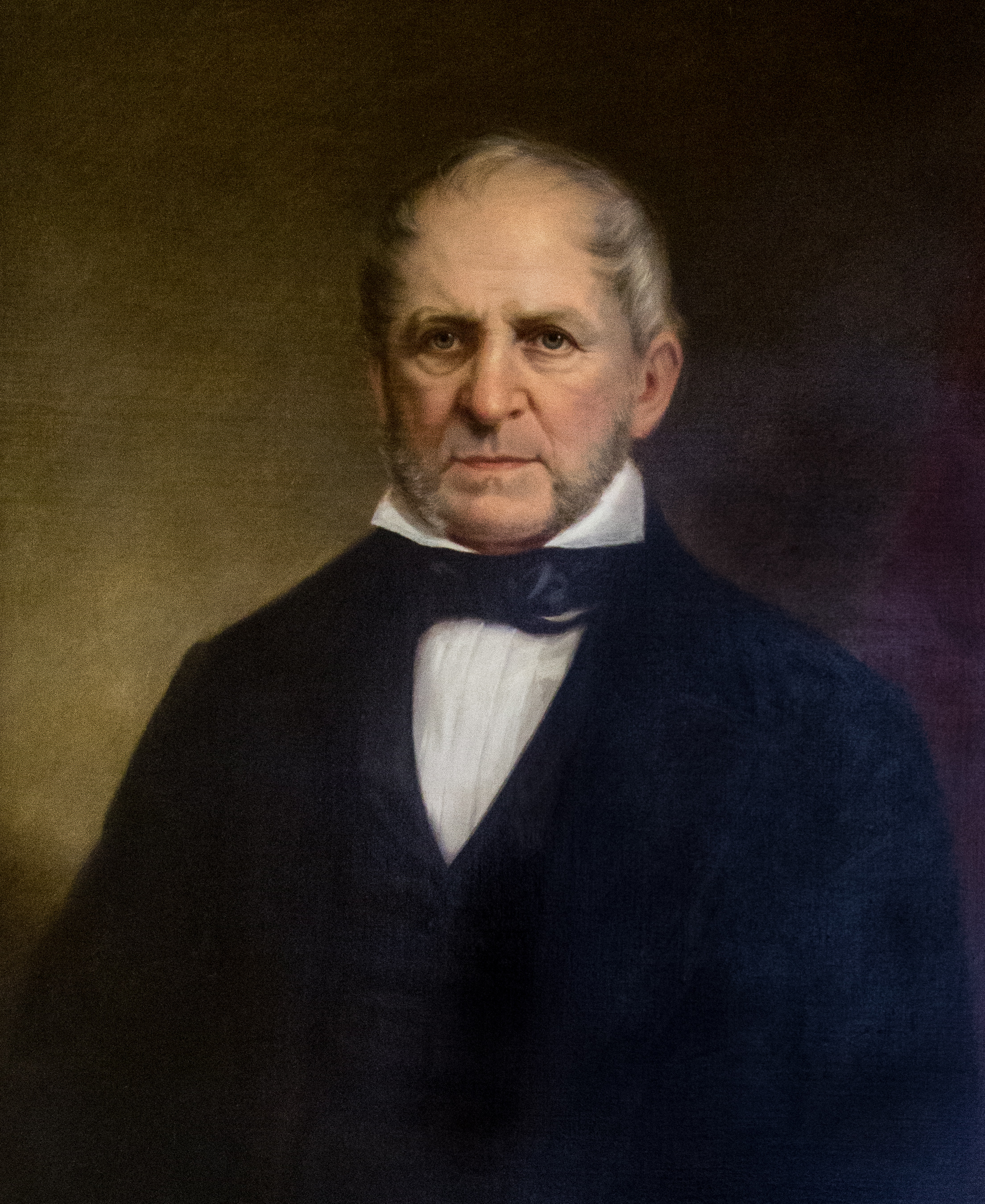
William Channing Gibbs

William Channing Gibbs (* 10. Februar 1789 in Newport; † 24. Februar 1871) war ein US-amerikanischer Politiker der Demokratisch-Republikanischen Partei. Von 1821 bis 1824 war er Gouverneur des Bundesstaates Rhode Island.

## Werdegang
Gibbs wurde als Sohn von George Gibbs und der Mary Channing in Newport geboren. Er wurde Mitglied der Demokratisch-Republikanischen Partei und war zwischen 1816 und 1820 Abgeordneter im Repräsentantenhaus von Rhode Island. Dann wurde er als Kandidat seiner Partei zum neuen Gouverneur seines Staates gewählt. Nach einigen Wiederwahlen konnte er dieses Amt zwischen dem 2. Mai 1821 und dem 5. Mai 1824 ausüben. In dieser Zeit wurde sowohl eine Reform des Wahlrechts als auch eine Änderung der Staatsverfassung von den Bürgern des Staates abgelehnt. Als er 1824 auf eine erneute Kandidatur verzichtete, wurde James Fenner wieder in dieses Amt gewählt. Nach seiner politischen Karriere setzte Gibbs seine bereits vorher begonnene Laufbahn in der Miliz des Staates fort. Dort brachte er es bis zum Generalmajor. William Gibbs starb im Februar 1871. Mit seiner Frau Mary Kane hatte er zehn Kinder.